# Гвозьдзець-Място
Гміна Гвіздець-Місто (пол. Gmina Gwoździec Miasto) — адміністративна субодиниця Коломийського повіту Станиславівського воєводства та у Крайсгауптманшафті Коломия Дистрикту Галичина Третього Райху. Містечко Гвіздець було центром сільської ґміни Ґвоздзєц Място.
Утворена 1 серпня 1934 року згідно з розпорядженням Міністерства внутрішніх справ РП від 26 липня 1934 року за підписом міністра Мар'яна Зиндрама-Косьцялковського під час адміністративної реформи з попередніх самоврядних сільських гмін Чехова, Гвозьдзець-Малий, Гвозьдзець-Място, Гвозьдзець-Старий, Кобилець, Остапковце, Подгайчики, Сороки, Загайполь.
У 1934 році територія гміни становила 87,57 км². Населення ґміни станом на 1931 рік становило 12 144 осіб. Налічувалось 2 481 житловий будинок.
Гміна ліквідована в 1940 році у зв'язку з утворенням Гвіздецького району.
Гміна (волость) була відновлена на час німецької окупації з липня 1941 до березня 1944 року.
На 1.03.1943 населення гміни становило 10 445 осіб..
Після зайняття території гміни Червоною армією в 1944 році гміну ліквідовано, відновлений Гвіздецький район.